# Vir (ostrov)
Vir (ital. Puntadura) je jeden z asi 300 ostrovů zadarského souostroví v chorvatské části Jaderského moře.
S 22,38 km² plochy, 10,12 km délky a 4,25 km maximální šířky je osmým největším ostrovem souostroví a dvacátým největším ostrovem Chorvatska. Asi 300 m dlouhý Virský most jej spojuje s vesnicí Privlaka na pobřeží.
Na Viru se nachází opčina Vir s 3 000 obyvateli (2011) a rovněž osady Kozjak, Lozice a Torovi. Nejvyšší bod je 116 m vysoký kopec Barbinjak. Nejbližší ostrovy v okolí jsou Pag, Maun, Planik, Olib, Ist, Molat, Sestrunj, Rivanj a Ugljan.